# El club (serie de televisión)
El club es una serie web mexicana de drama criminal dirigida por Camila Ibarra y producida por Argos Comunicación para Netflix. La serie gira en torno a un grupo de jóvenes ricos que se involucran, a través de una aplicación, en el tráfico de drogas hasta que tienen contacto con personas mucho más poderosas y es entonces cuando se enfrentan a serios problemas. Está protagonizada por Alejandro Speitzer, Minnie West, Jorge Caballero, Axel Arenas y Alejandro Puente.

## Reparto
- Alejandro Speitzer como Pablo Caballero
- Minnie West como Sofía de León
- Jorge Caballero como Matías Castillo
- Ana González Bello como Ana Paula Castillo
- Axel Arenas como Jonás Rosas[2]
- Arcelia Ramírez como María Rosas[2]
- Omar Germenos como Lázaro Caballero
- Alejandro Puente como Santiago Caballero[4]
- Juan Ríos Cantú como Monkey[4]
- Aurora Gil como Dolores «Lola» de Castillo
- Estrella Solís como Penélope «Polly» García
- Martha Julia como Regina de Caballero
- Ignacio Tahhan como Gonzalo Cisneros
- Martín Saracho[4] como Max
- Marco Antonio Tostado como Diego Velasco
- Sofía de Llaca como Lorena
- Vicente Tamayo[4] como Nicolás
- León André como Julián
- Daniela Ibáñez como Gigi